# Townhead and Blochairn Parish Church

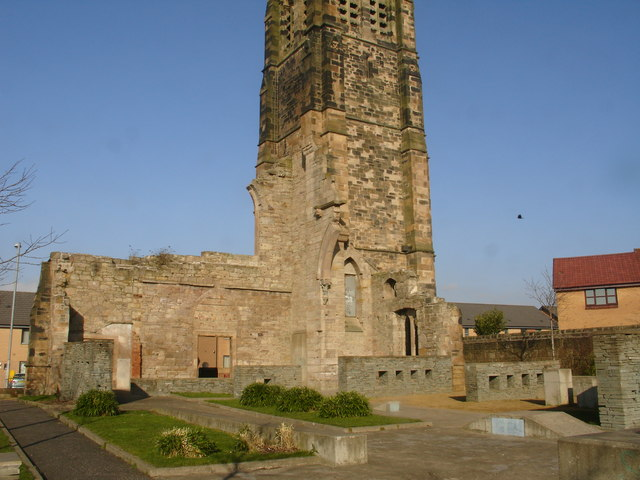
Ruinen der Townhead and Blochairn Parish Church

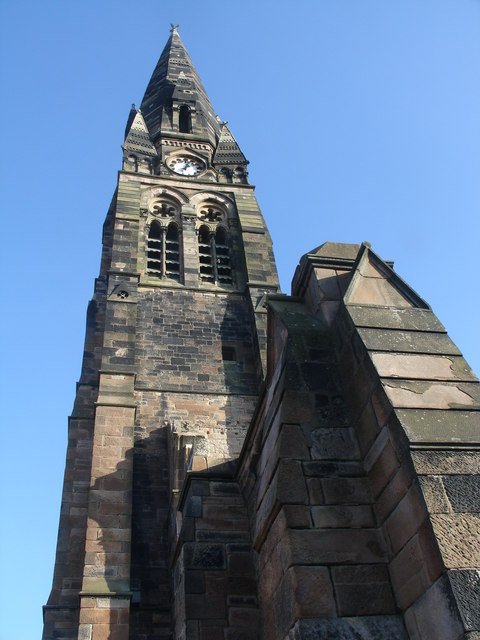
Glockenturm

Die Townhead and Blochairn Parish Church, ehemals Garngad Hill Church, ist eine Kirchenruine in der schottischen Stadt Glasgow. 1974 wurde das Bauwerk in die schottischen Denkmallisten in der höchsten Denkmalkategorie A aufgenommen.

## Geschichte
Für den Entwurf zeichnen die schottischen Architekten John James Stevenson und Campbell Douglas verantwortlich. Darüber welcher der beiden Partner bei der Planung federführend war, existieren widersprüchliche Angaben. Die Kirche wurde von 1865 bis 1866 erbaut. Die Bleiglasfenster schuf der schottische Glaskünstler Daniel Cottier.
Im Laufe des 20. Jahrhunderts endete die kirchliche Nutzung. Das leerstehende Gebäude fiel dem Vandalismus anheim und musste auf Grund der ruinösen Substanz, trotz des Denkmalschutzes, teilweise abgebrochen werden. Im Wesentlichen ist heute noch der Glockenturm erhalten. Bei diesem handelt es sich um den höchsten Glockenturm einer Kirche in Glasgow. Auch auf Grund seiner Lage auf einem rund 75 m hohen Hügel ist er weithin sichtbar und ist prominenter Teil der Silhouette Ostglasgows. Nach Sicherheitsbedenken wurde auch der Abbruch des Turms diskutiert. Das Vorhaben konnte schließlich abgewendet werden.

## Beschreibung
Das neogotische Bauwerk steht an der Straße Roystonhill östlich des Glasgower Zentrums. Der Glockenturm erhob sich an der Ostseite der Kirche. Er gliedert sich in vier Abschnitte. Wuchtige Strebepfeiler ziehen sich entlang der Kanten. Im obersten Turmabschnitt sind allseitig gepaarte, offene Lanzettfenster eingelassen, die als einfache Maßwerke gestaltet sind. Darüber ist der Turm oktogonal fortgeführt. Zwischen den Lukarnen des spitzen Helms sind Turmuhren eingelassen.